# Microsoft XNA

Logomarca

Microsoft XNA (sigla em inglês que significa XNA's Not Acronymed) é um framework que serve para o desenvolvimento de jogos para computadores com Windows, para o console Xbox 360 e para Windows Phone 7. Ele vem a ser um substituto ao Managed DirectX e pode ser baixado gratuitamente. A ferramenta foi anunciada no dia 24 de março de 2004 na Game Developers Conference, em San José, na Califórnia.

## Descrição
O XNA, por ser uma plataforma de desenvolvimento, é formado por alguns componentes descritos a seguir:
- XNA Game Studio: IDE de desenvolvimento, baseado no Visual Studio. Os jogos podem ser programados em qualquer linguagem suportada pela plataforma .NET, mas apenas a linguagem C# tem suporte oficial da Microsoft. Existem duas versões:
  - XNA Game Studio Express: versão gratuita e baseada no Visual C# Express. Ele foi desenvolvido para ser usado por estudantes, desenvolvedores hobbistas e pequenos grupos de desenvolvimento (indie developers), com o intuito de permitir que os usuários desenvolvessem seus próprios videogames;
  - XNA Game Studio Professional: sem preço definido e data para lançamento ainda.
- XNA Framework: conjunto de classes necessárias para se execução de um jogo XNA. Funciona sobre o .NET Framework para jogos no Windows ou do .NET Compact Framework para jogos no Xbox 360;
- XNA Content Pipeline: componente de gerência de conteúdo e artefatos do projeto, tais como imagens (JPG, PNG, BMP, etc.), modelos 3D (X, FBX, etc), sonoros (WAV, etc) e dados (XML, etc). Ele transforma os arquivos automaticamente no momento do build em um formato que será entendido pela aplicação em tempo de execução. O Content Pipeline é extensível e permite que o desenvolvedor escreva um conversor para um formato especial ou desconhecido com flexibilidade;
- XACT (Audio Authoring Tool): ferramenta para audio designers organizarem seus arquivos de áudio e efeitos sonoros. Somente são suportados os formatos WAV e AIF.

### Versões
- XNA Game Studio 1.0 (11 de dezembro de 2006);
- XNA Game Studio 2.0 (13 de dezembro de 2007);
- XNA Game Studio 3.0 (30 de outubro de 2008);
- XNA Game Studio 3.1 (11 de junho de 2009);
- XNA Game Studio 4.0 (16 de setembro de 2010).

### Instalação
A partir da versão 4.0 do XNA, o XNA Game Studio 4.0 é parte integrante do Windows Phone Developer Tools. Para instalar o XNA, siga os passos no LaunchCenter.

## Desenvolvimento

### Para Xbox 360
Há a possibilidade de se desenvolver jogos para Xbox 360. Com uma assinatura especial da Xbox Live, após programar o jogo é transferido pela rede para o console, onde o desenvolvedor pode fazer os devidos testes. Após a conclusão do jogo é possível ainda publicar o jogo no mercado do Xbox Live e ainda vender o jogos para outros usuários da comunidade. Mais informações em: Suporte Microsoft.

### Para Windows Phone 7
Na nova versão do XNA, um grande destaque é o desenvolvimento de games para Windows Phone 7. Instalando o XNA 4.0, também é instalado um emulador para Windows Phone 7, possibilitando o teste de suas aplicações e games, direto no seu computador. Caso o desenvolvedor possua um aparelho com Windows Phone 7, o game pode ser executado diretamente no aparelho.
Com a chegada do Windows Phone 7, se abrem possibilidades de integração entre plataformas e integração de código, visto que dentro do XNA é possível o desenvolvimento também para Xbox 360 e para computadores. Além disso, a Live (utilizada no Xbox e no PC) também está disponível no Windows Phone 7, um diferencial que pode ser decisivo na compra de um smartphone e consequentemente, de seus games.
Os games desenvolvidos para Windows Phone 7, podem ser comercializados por uma store (loja) própria do celular, que aumenta a chance dos jovens desenvolvedores de games terem os seus produtos expostos a todos.

## XNA Creators Club
Comunidade oficial criada pela Microsoft, onde os desenvolvedores do XNA podem compartilhar experiências, criar tutoriais e publicar seus jogos.

## Dream-Build-Play
Competição oficial anual da Microsoft para desenvolvedores de jogos do XNA, aceita a inscrição online de desenvolvedores do mundo todo. Os vencedores ganham prêmios em dinheiro e também a chance de publicar seus jogos no Xbox 360.